# Григгс, Лойал
Лойал Григгс (англ. Loyal Griggs; 15 августа 1906, Санилак, Мичиган — 6 мая 1978, Лагуна-Хилс, Калифорния) — американский кинооператор. Лауреат премии «Оскар» за лучшую операторскую работу в фильме «Шейн».

## Биография
Родился 15 августа 1906 года в штате Мичиган, США. В 1924 году поступил на работу в Paramount Pictures в отдел спецэффектов. В качестве кинооператора дебютировал на съёмках фильма 1951 года «Последний форпост». Работал оператором во второй бригаде на съёмках фильма «Головокружение» режиссёра Альфреда Хичкока. В 1971 году вышел на пенсию, его последней работой стала картина «Банни О'Хэйр» кинорежиссёра Герда Освальда. Состоял в Американском обществе кинооператоров.
Умер 6 мая 1978 года в Лагуна-Хиллз, Калифорния.

## Избранная фильмография
- 1953 — Шейн / Shane (реж. Джордж Стивенс)
- 1954 — Светлое Рождество / White Christmas (реж. Майкл Кёртис)
- 1956 — Десять заповедей / The Ten Commandments (реж. Сесил Б. Демилль)
- 1957 — Жестяная звезда / The Tin Star (реж. Энтони Манн)
- 1960 — Солдатский блюз / G.I. Blues (реж. Норман Таурог)
- 1962 — Девушки! Девушки! Девушки! / Girls! Girls! Girls! (реж. Норман Таурог)
- 1965 — Величайшая из когда-либо рассказанных историй / The Greatest Story Ever Told (реж. Джордж Стивенс)
- 1965 — Пощекочи меня / Tickle Me (реж. Норман Таурог)
- 1965 — По методу Харма[англ.] / In Harm’s Way (реж. Отто Премингер)

## Награды и номинации
- Премия «Оскар» за лучшую операторскую работу
  - Лауреат 1954 года за фильм «Шейн»[5]
  - Номинировался в 1957 году за фильм «Десять заповедей»[6]
  - Номинировался в 1966 году совместно с Уильямом С. Меллором за фильм «Величайшая из когда-либо рассказанных историй»[7]
  - Номинировался в 1966 году за фильм «По методу Харма[англ.]»[7]